# Pavel Havíř
Pavel Havíř (* 21. února 1955 Svitavy) je český politik a lékař, v letech 2013 až 2017 poslanec Poslanecké sněmovny PČR, v letech 2012 až 2013 a opět v letech 2020 až 2021 zastupitel Pardubického kraje, dlouholetý zastupitel města Svitavy (v letech 2006 až 2010 místostarosta města) a člen ČSSD.

## Život
Vystudoval Lékařskou fakultu Univerzity Jana Evangelisty Purkyně v Brně (dnes Masarykova univerzita) a získal tak titul MUDr.
V letech 1985–1988 studoval na VUML (Večerní univerzita marxismu-leninismu), který v roce 1988 ukončil závěrečnou zkouškou s výborným hodnocením.
Do roku 1989 pracoval jako sekundární lékař urologie, poté byl až do roku 2006 zástupcem primáře urologie Svitavské nemocnice. Navíc od dubna 2000 do konce února 2013 zastával funkci ředitele Svitavské nemocnice. Od března 2013 vykonává funkci předsedy představenstva nemocnic Pardubického kraje (jedná se o pět nemocnic).
Pavel Havíř žije s partnerkou, s níž má dceru Nikolu.

## Politické působení
Do politiky vstoupil, když v komunálních volbách v roce 1994 kandidoval jako nestraník za ČSSD do Zastupitelstva města Svitavy a stal se zastupitelem. Mandát zastupitele města se mu pak podařilo obhájit jako nestraníkovi za ČSSD v komunálních volbách v roce 1998, v roce 2002 a v roce 2006. Následně vstoupil do ČSSD a jako straník obhájil mandát zastupitele i v komunálních volbách v roce 2010. Navíc ve volebním období 2006 až 2010 zastával funkci neuvolněného místostarosty města Svitavy a od roku 2010 je radním města.
Do vyšší politiky se pokusil vstoupit, když v krajských volbách v roce 2004 kandidoval jako nestraník za ČSSD do Zastupitelstva Pardubického kraje, ale neuspěl. Podařilo se mu to až v krajských volbách v roce 2012, kdy kandidoval už jako člen ČSSD a byl zvolen krajským zastupitelem. Ale již v lednu 2013 na tuto funkci rezignoval.
Kandidoval i do Poslanecké sněmovny PČR. Ve volbách v roce 2002 však jako nestraník za ČSSD neuspěl. Podobně neúspěšně dopadl také jako člen ČSSD ve volbách do Poslanecké sněmovny PČR v roce 2010. To se změnilo až ve volbách do Poslanecké sněmovny PČR v roce 2013, kdy kandidoval za ČSSD z pátého místa kandidátky v Pardubickém kraji a byl zvolen. Dostal 4 264 preferenčních hlasů, a posunul se tak na první místo před lídra Ladislava Effenberka, který se nakonec do Sněmovny nedostal.
V komunálních volbách v roce 2014 obhájil za ČSSD post zastupitele města Svitavy (původně byl na kandidátce na 4. místě, ale vlivem preferenčních hlasů se posunul na 3. místo, strana získala ve městě 3 mandáty). V listopadu 2014 se pak stal radním města. Za ČSSD kandidoval také ve volbách v roce 2018, ale tentokrát neuspěl (skončil jako první náhradník). V prosinci 2020 však ze zdravotních důvodů odstoupil jeho stranický kolega Vítězslav Podivínský, a Havíř se tak opět stal zastupitelem města.
Ve volbách do Poslanecké sněmovny PČR v roce 2017 obhajoval svůj poslanecký mandát za ČSSD v Pardubickém kraji, ale neuspěl.
Ve volbách do Senátu PČR v roce 2018 kandidoval za ČSSD v obvodu č. 50 – Svitavy. Se ziskem 20,76 % hlasů skončil v prvním kole voleb na 2. místě a ve druhém kole se utkal s občanským demokratem Michalem Kortyšem. V něm prohrál poměrem hlasů 37,23 % : 62,76 %.
V krajských volbách v roce 2020 byl zvolen jako člen ČSSD za subjekt „3PK – Pro prosperující Pardubický kraj“ (tj. ČSSD a hnutí SproK) zastupitelem Pardubického kraje. Vzhledem k tomu, že zároveň působil jako ředitel Nemocnice následné péče Moravská Třebová a funkce nejsou slučitelné, rezignoval v lednu 2021 na mandát krajského zastupitele. Ve volbách do Poslanecké sněmovny PČR v roce 2021 kandidoval na 3. místě kandidátky ČSSD v Pardubickém kraji, stejně jako celá strana ovšem neuspěl.
Ve volbách do Senátu PČR v roce 2024 kandidoval jako člen SOCDEM za koalici „SOCDEM a SproK“ v obvodu č. 50 – Svitavy. Podpořila jej také hnutí ANO a hnutí Východočeši (VČ). Se ziskem 19,12 % hlasů skončil na 3. místě, a senátorem se tak nestal.